# Lynda Pope
Lynda Pope (geboren als Lynda Maddern, es findet sich auch die Schreibweise Linda Maddern; * 19. April 1953) ist eine australische Schachspielerin. Das Schachspielen begann sie im Alter von 13 Jahren in der Schule in Kyneton, Victoria. Sie ist mit dem Schachspieler Arthur Pope verheiratet.

## Erfolge
Im Alter von 18 Jahren gewann sie die Fraueneinzelmeisterschaft des Bundesstaates Victoria. 1970 und 1971 gewann sie die australische Juniorenmeisterschaft der Mädchen. Für die australische Frauennationalmannschaft nahm sie an den Schacholympiaden 1972 in Skopje am Reservebrett, 1976 in Haifa am dritten Brett und 1978 in Buenos Aires am Spitzenbrett teil. 1978 gewann sie die australische Einzelmeisterschaft der Frauen. 1979 wurde ihr der Titel Internationaler Meister der Frauen (WIM) verliehen.
Lynda Popes höchste und letzte Elo-Zahl liegt bei 2040 (Stand: Februar 2020).